# Pedro de Quevedo y Quintano
Pedro de Quevedo y Quintano (Villanueva del Fresno, 12 de janeiro de 1736 - Ourense, 28 de março de 1818) foi um cardeal italiano.

## Biografia
Nasceu em Villanueva del Fresno em 12 de janeiro de 1736.
Estudou no colégio jesuíta de Granada (bacharelado, 1753); no Seminário de Salamanca; na Universidade de Ávila (licenciado em teologia, 1755); e na Universidade de Salamanca (doutorado em teologia, 1766).
Ordenado em 22 de março de 1760. Cônego lectoral do cabido da catedral de Zamora, 1756. Cônego magistral do cabido da catedral de Salamanca, 1760. Professor da Universidade de Salamanca, 1770; vice-chanceler, 1776.
Eleito bispo de Orense, em 15 de abril de 1776. Consagrado, em 14 de julho de 1776, Primeiro Mosteiro da Visitação (freiras salesianas), Madri, por Felipe Beltrán Serrano, bispo de Salamanca, coadjuvado por Felipe Pérez Santa María, bispo titular de Costanza em Arabia, auxiliar de Toledo, e por Francisco Mateo Aguiriano Gómez, bispo titular de Tagaste, auxiliar de Toledo. Por duas vezes recusou a promoção à sé metropolitana de Sevilha, 1776 (ou 1778), e 1814. Fundou o Seminário Diocesano de Orense em 1803, nas casas que pertenceram à Companhia de Jesus, pela qual é considerado o pai do Seminário Conciliar de San Fernando de Orense. Recebeu em sua diocese o clero francês exilado durante a Revolução. Recusou-se a participar do Congresso de Bayona de 1808, onde foi aprovada uma constituição favorável ao novo rei da Espanha, José Bonaparte. Eleito membro da primeira regência, fevereiro de 1810; seu presidente em Cádiz, maio-outubro de 1810. Recusou-se a aceitar a Constituição de 1812 e foi exilado para Portugal, 1812-1814, residindo em Torey, vila portuguesa da diocese de Orense; regressou à sua sé em 1814, altura em que também regressou o rei Fernando VII de Espanha.
Criado cardeal e reservado in pectore no consistório de 8 de março de 1816; publicado no consistório de 23 de setembro de 1816; nunca recebeu o chapéu vermelho e o título.
Morreu em Ourense em 28 de março de 1818. Exposto e enterrado na capilla mayor da catedral de Orense.